# José Roberto Bertrami
José Roberto Bertrami (Tatuí, 21 de fevereiro de 1946 – Rio de Janeiro, 8 de julho de 2012) foi um cantor, arranjador, pianista e tecladista brasileiro, integrante da banda Azymuth.

## História
Fez sucesso com a música Linha do Horizonte. Com mais de quarenta anos de carreira, lançou 27 trabalhos, entre LPs e CDs. Em Portugal, teve quatro compactos duplos que foram lançados na época da Jovem Guarda. 
Pela vendagem dos discos, recebeu vários prêmios e troféus importantes do cenário artístico brasileiro. Participou de vários programas de televisão no eixo Rio-São Paulo. Além disso, foi muito aplaudido em shows realizados na Colômbia e no Paraguai. Viveu seus últimos anos de vida na cidade do Rio de Janeiro.